# Jaure
Jaure ist eine französische Gemeinde mit 178 Einwohnern (Stand: 1. Januar 2022) im Département Dordogne in der Region Nouvelle-Aquitaine; sie gehört zum Arrondissement Périgueux und zum Kanton Saint-Astier. Die Einwohner heißen Jaurands.

## Geografie
Jaure liegt etwa 19 Kilometer südwestlich von Périgueux in der Landschaft Périgord am kleinen Fluss Jaurès. Die Nachbargemeinden von Jaure sind Grignols im Norden und Nordwesten, Mazac-sur-Vern im Nordosten, Bourrou im Osten und Südosten sowie Villamblard im Süden und Westen.

## Bevölkerungsentwicklung
| Jahr                      | 1962 | 1968 | 1975 | 1982 | 1990 | 1999 | 2006 | 2012 |
| Einwohner                 | 160  | 140  | 124  | 158  | 143  | 140  | 150  | 155  |
| Quelle: Cassini und INSEE |      |      |      |      |      |      |      |      |

## Sehenswürdigkeiten
- Megalithen La Fontrouge und Les Rocs
- Kirche Saint-Firmin aus dem 12. Jahrhundert, seit 1984 Monument historique
- Schloss Jaure mit Taubenturm aus dem 15. Jahrhundert
- Brunnen und Waschhaus Saint-Firmin

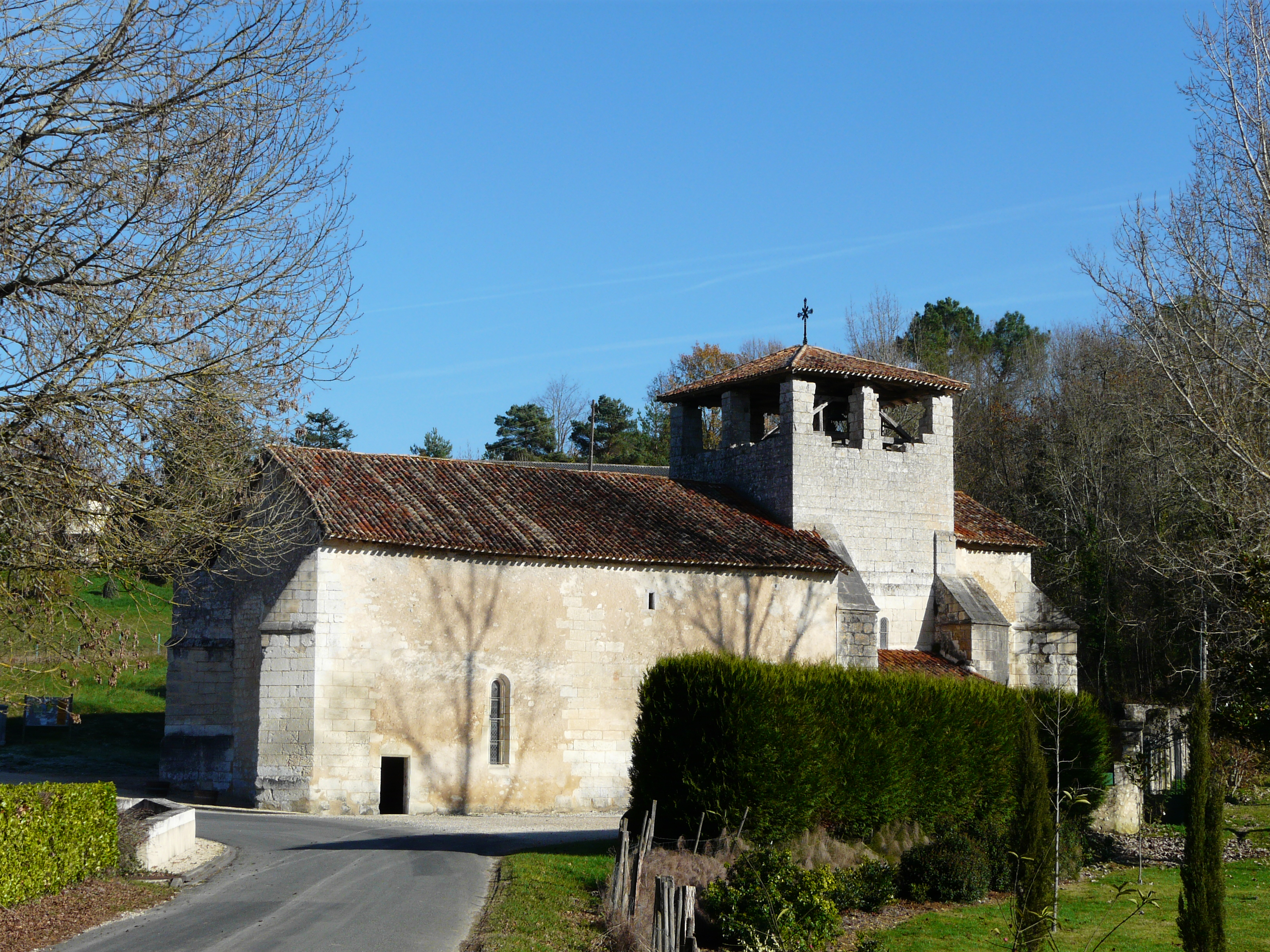
Kirche Saint-Firmin
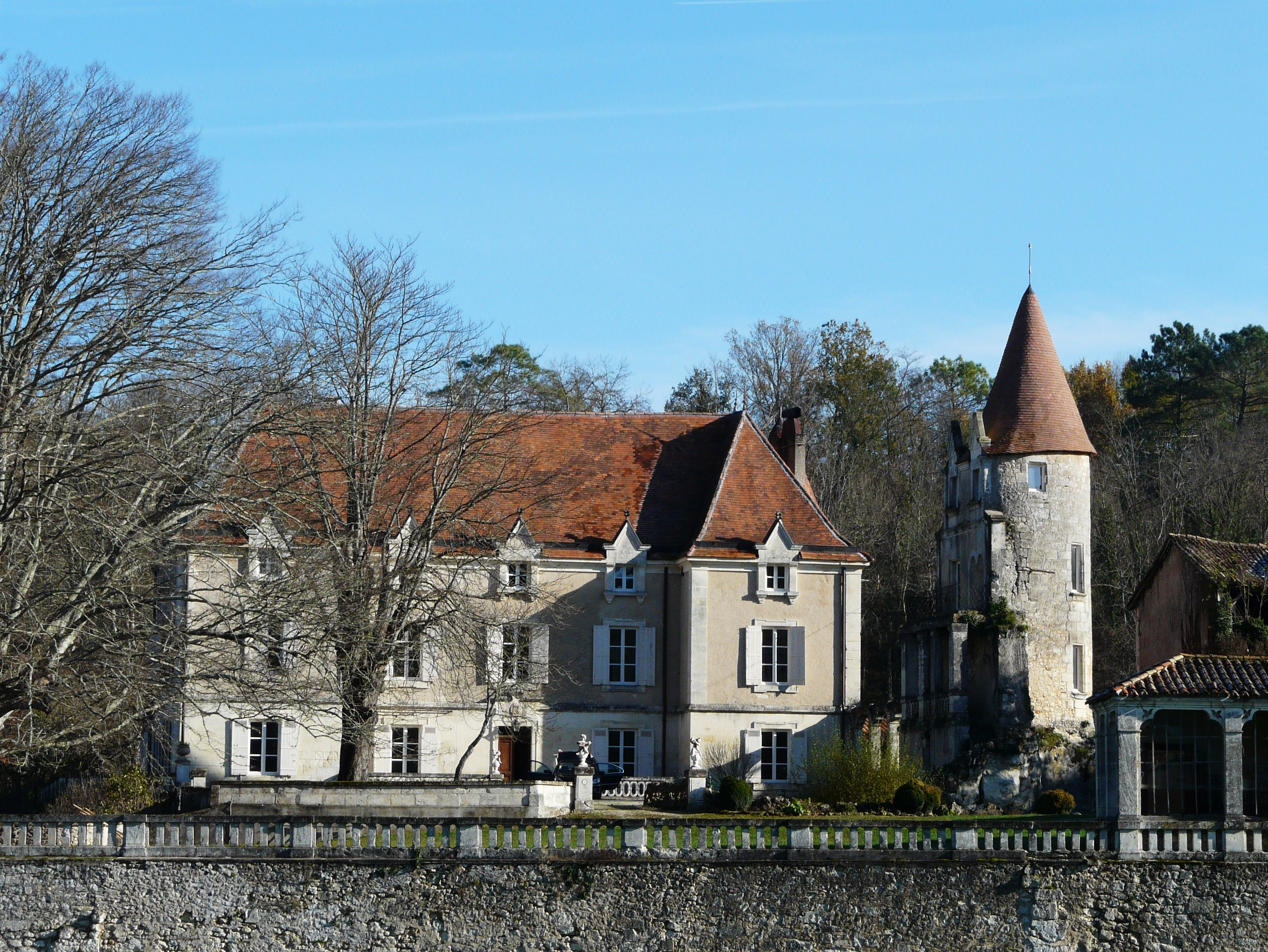
Schloss Jaure
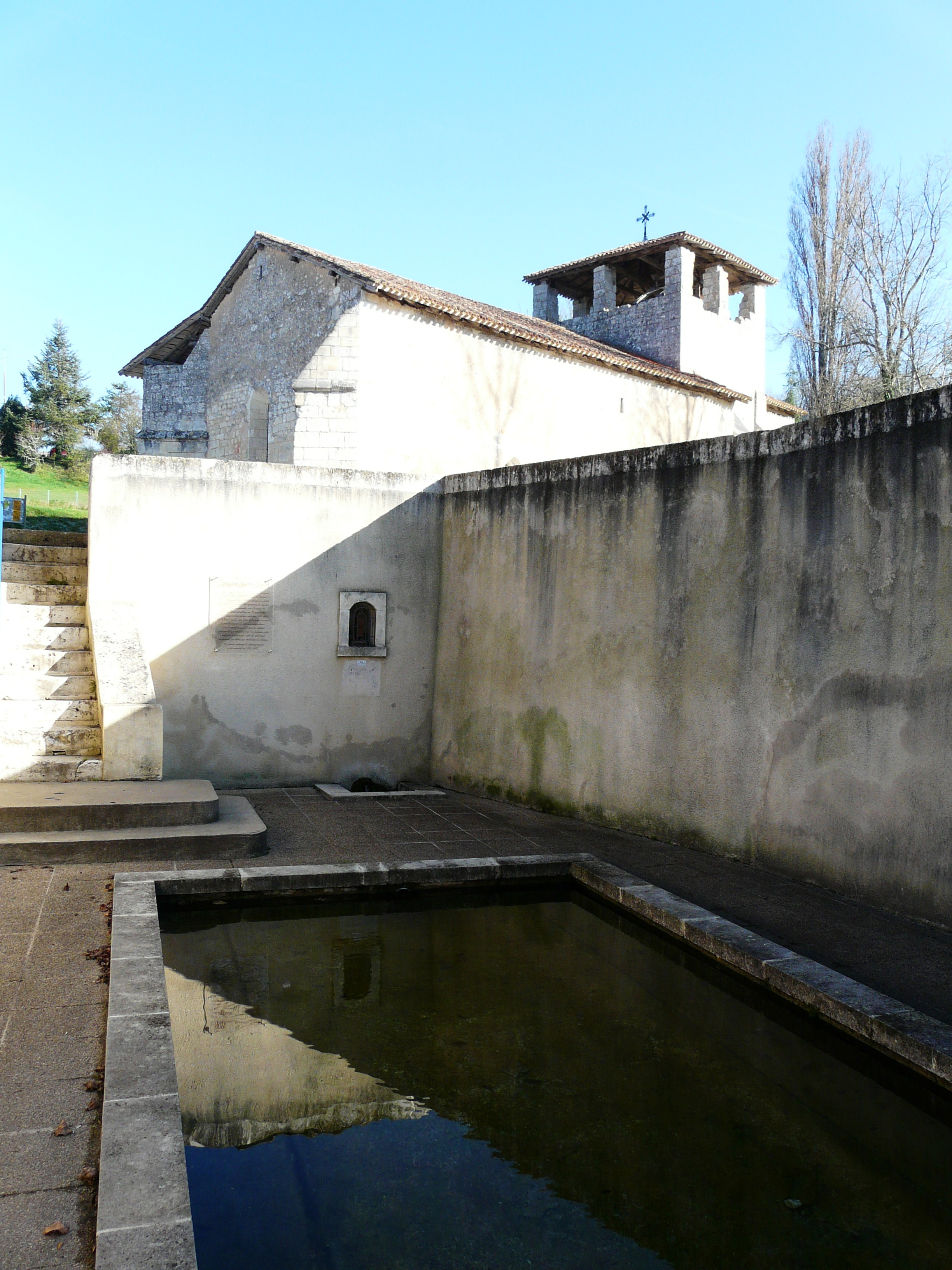
Brunnen Saint-Firmin